# 袁銑
袁銑，山東沂水县人，清朝政治人物、进士出身。袁玉基之子。
嘉慶十六年，登进士，任国子监助教。